# Conops licenti
Conops licenti är en tvåvingeart som beskrevs av Chen 1939. Conops licenti ingår i släktet Conops och familjen stekelflugor. Inga underarter finns listade i Catalogue of Life.